# Maurice Heerdink
Maurice Heerdink (12 augustus 1955) is een Nederlands schilder,  illustrator en filmer. In zijn vrije werk schildert hij vooral mannelijke naakten.

## Biografie en werk
Heerdink studeerde in 1981 af bij de Koninklijke Academie in Den Haag.
Na reizen door Noord- en Midden-Amerika in de jaren tachtig tekende hij een themaserie over de iconografie van de Mayacultuur.
Tussen 1976 en 1997 schilderde hij diverse werken met Mathilde Willink als onderwerp, de ex-vrouw van Carel Willink die in 2005 in het uur van de wolf te zien waren in de documentaire Mathilde Willink Superpoes.
Tussen 1989 en 2000 illustreerde hij meer dan 100 boeken en tijdschriften, waaronder een aantal kinderboeken, en werden er 11 korte verhalen van hem gepubliceerd.
In de jaren negentig ging Heerdink schilderen in een stijl ontleend aan Caravaggio, waarbij dramatiek en licht een belangrijker rol in zijn schilderijen gingen spelen. Heerdink richtte zich op de mythologie uit Griekenland en op thema's uit de Bijbel. Hij schilderde een serie van onder meer Sebastian (private art collection New York), Acteon (private art collection Ireland), Sisyphus, Prometheus en de Geseling van Jezus (Leslie & Lohman museum, New York).
In 1999 behaalde hij de publieksprijs voor zijn schilderij The Return Of The New Messiah (private art collection) tijdens de tentoonstelling Het Jezus Mysterie.
De documentaire De Speelse Erotiek van Maurice Heerdink werd in 1998 op MVS Gay tv Amsterdam uitgezonden.
Tussen 2004 en 2005 portretteerde hij theaterkopstukken als Ellen Vogel, Jenny Arean, Willem Nijholt, Johnny Kraaijkamp jr. en Aus Greidanus jr. De werken waren een onderdeel van 2005 overzichtstentoonstelling In Het Licht Van De Schijnwerper in het Westfries Museum, die geopend werd door actrice Sacha Bulthuis.

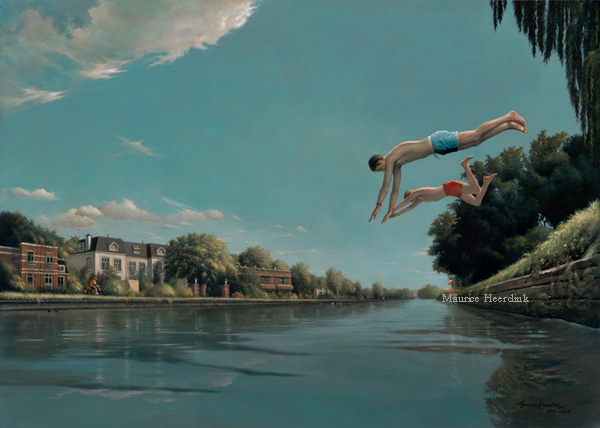
Forbidden fruit De Vliet, schilderij Maurice Heerdink

In 2014 verscheen het boek The Art Of Maurice Heerdink met een oeuvreoverzicht.
In 2018 filmde hij met de Duitse musicus en filmer Ronny Strehmann. diverse videos voor het strehmann-music project  In 2019 bundelden ze hun krachen in http://www.strehmann-heerdink.com.

## Overzicht van het werk (selectie)

### Series
- 1980 - 1988 iconografie van de Mayacultuur
- 1990 - Mannelijk Naakt
- 2001 - 2007 mythologie uit Griekenland en de bijbel, o.a. Saint Sebastian, Acteon, Sisyphus, Prometheus and the flagellation of Christ.
- 2005 - 2006 Theaterportretten Ellen Vogel, Jenny Arean, Willem Nijholt, Johnny Kraaijkamp jr. en Aus Greidanus jr en Marne van Opstal - NDT (2011).
- 2001 - 2014 Valkerij
- 2016 - 2017 Waterscapes

### Tentoonstellingen
o.a.
- 1976 groepstentoonstelling - Bibliotheek Rijswijk
- 1980 groepstentoonstelling - Ministerie van Financiën, Den Haag
- 1981 solotentoonstelling - Huize Georgine van Aalst, Doorn
- 1981 groepstentoonstelling - Galerij Adrian Stahlecker, Den Haag
- 1982 solotentoonstelling - Hotel des Indes, Den Haag
- 1982 groepstentoonstelling - Galerij Edison, Den Haag
- 1983 solotentoonstelling – Galerij Artishock, Rijswijk
- 1984 solotentoonstelling - Ministerie van Financiën, Den Haag
- 1988 solotentoonstelling - Galerij Arti et Gaudia, Den Haag
- 1994 groepstentoonstelling - Pulchri Studio, Den Haag
- 1995 solotentoonstelling - Roze Zaterdag, Hilversum
- 1997 groepstentoonstelling - 25 jaar COC, Maastricht
- 1998 groepstentoonstelling - Gaygames - Galerij 1718, Amsterdam
- 1998 groepstentoonstelling - Haagse Kunstkring, Den Haag
- 1998 groepstentoonstelling - Vila Lila, Nijmegen
- 1999 groepstentoonstelling - Jezus Mysterie - Galerij Molenstraat, Den Haag & Klooster Karmel, Drachten
- 2002 groepstentoonstelling - Art in different Colors, Roermond
- 2004 groepstentoonstelling - SB galerij, Den Haag
- 2005 solotentoonstelling - VOC en Verre Volken - Westfries Museum, Hoorn
- 2006 solotentoonstelling - In het licht van de schijnwerper, Westfries Museum, Hoorn[10]
- 2011 groepstentoonstelling - Galerij Mooiman, Miljonair Fair, Amsterdam
- 2016 solotentoonstelling - Museum Soest, Soest[11]
- 2018 groepstentoonstelling - Art with pride, Zandvoort's Museum, Zandvoort
- 2018 groepstentoonstelling - De Vliet, Museum Swaensteyn, Voorburg

### Boeken
Kinderboeken
Illustraties:
- Uitgeverij Kluitman - Thriller serie 24 delen
- Uitgeverij Kluitman - The Hardys 9 delen
- Uitgeverij Kluitman - Nancy Drew 3 delen
- Uitgeverij Zwijsen - Op zoek naar een schaduw - Peter Vervloed
- Uitgeverij Zwijsen - Plankenkoorts - Renny Hofstra
- Uitgeverij La Rivière & Voorhoeve - Niek heeft een rattetandje - Peter Vervloed
- Uitgeverij La Rivière & Voorhoeve - De tranen van banjir - Peter Vervloed
- Uitgeverij La Rivière & Voorhoeve - Geloof me dan niet - Heneen Vissinga
- Uitgeverij La Rivière & Voorhoeve - De zeven golven - Peter Vervloed
- Uitgeverij La Rivière & Voorhoeve - De nacht die zich bedacht - 11 verhalen
- Uitgeverij La Rivière & Voorhoeve - De man met het masker - Agave Kruijssen
- Uitgeverij La Rivière & Voorhoeve - De kaken van de draak - Alan Gibbons
- Uitgeverij Kluitman - De vamsters - Chris Vegter
- Uitgeverij Maretak - De gevangene van de gele draak - Ad Hoofs
- Uitgeverij Maretak - Geleende krachten - Ad Hoofs
- Uitgeverij Maretak - Vingervlug - Piet van der Waal
- Uitgeverij Maretak - Wie ben ik? - Piet van der Waal
- Tijgerboek - Tigran - Peter de Zwaan - 6 delen
- Tijgerboek - Vervoord - Martin Scherstra - 2 delen
- Uitgeverij U2pi bv - De poedel prijs - Karen van Nooijen
- Uitgeverij West Freisland - 22 titels

Korte geschreven verhalen:
- Donald Duck tijdschrift.
- Uitgeverij La Rivière & Voorhoeve - Een andere wereld/ 20 beste verhalen uit Donald Duck

Volwassenen boeken:
- 1999 Het Jezus Mysterie Catalogus
- 1999 Mathilde - Joop van Loon
- 2002 Loïc - Alain Meyer (Frankrijk)
- 2007 Louis de Bourbon - Claude Puzin (Frankrijk)
- 2011 100 Artists of the male Figure (USA)
- 2014 The Art Of Maurice Heerdink - Maurice Heerdink
- 2018 Quentin Crisp - Nigel Kelly
- 2015 Mathilde

### Televisie
- 1998 - De Speelse Erotiek van Maurice Heerdink - documentaire op MVS Gay tv Amsterdam
- 2005 - Het Uur van de Wolf: Mathilde Willink Superpoes - documentaire met schilderijen van Mathilde Willink , de ex-vrouw van Carel Willink

### Projecten
- 2017 Brecht liederen

### Video
- 2015 korte film: Illuminated bodies
- 2015 korte film: The Gift
- 2017 promo toneel: The Bitch
- 2017 promo toneel: Helena
- 2017 promo: jazz duo Paul Prins en Daniel van Huffelen
- 2018 muziek video met Berlijn musicus Ronny Strehmann: Free
- 2018 muziek video met Berlijn musicus Ronny Strehmann: Trailer 1 Legende album
- 2018 muziek video met Berlijn musicus Ronny Strehmann: Trailer 2 Legende album
- 2018 muziek video met Berlijn musicus Ronny Strehmann: Kartenhaus
- 2019 commercial: Petits Soleils
- 2019 drones videos: Der Oderbruch, Stein
- 2019 korte film: They Are Here
- 2019 docu: Maurice Heerdink: Searching For Inspiration
- 2019 docu: Neuhardenberg Nacht, Sängertreffen, Meister Schüler Meister
- 2019 promo: Gedenkstätte,
- 2019 docu: Kunstherbst in Neuhardenberg
- 2020 promo: Airport Neuhardenberg
- 2020 interview: Harald K. Schulze - Künstler in DDR
- 2020 virtual tour: Gärten der Welt - Berlijn

### Prijzen
- 1999 - Eerste publieksprijs voor het schilderij The Return Of The New Messiah tijdens de tentoonstelling The Jesus Mystery